# High Prairie Airport
High Prairie Airport (engelska: High Prairie) är en flygplats i Kanada.   Den ligger i provinsen Alberta, i den centrala delen av landet, 3 000 km väster om huvudstaden Ottawa. High Prairie Airport ligger 597 meter över havet.
Terrängen runt High Prairie Airport är platt. Trakten runt High Prairie Airport är nära nog obefolkad, med mindre än två invånare per kvadratkilometer.. Närmaste större samhälle är High Prairie, 4,5 km norr om High Prairie Airport.
Omgivningarna runt High Prairie Airport är en mosaik av jordbruksmark och naturlig växtlighet.